# Michael Castle

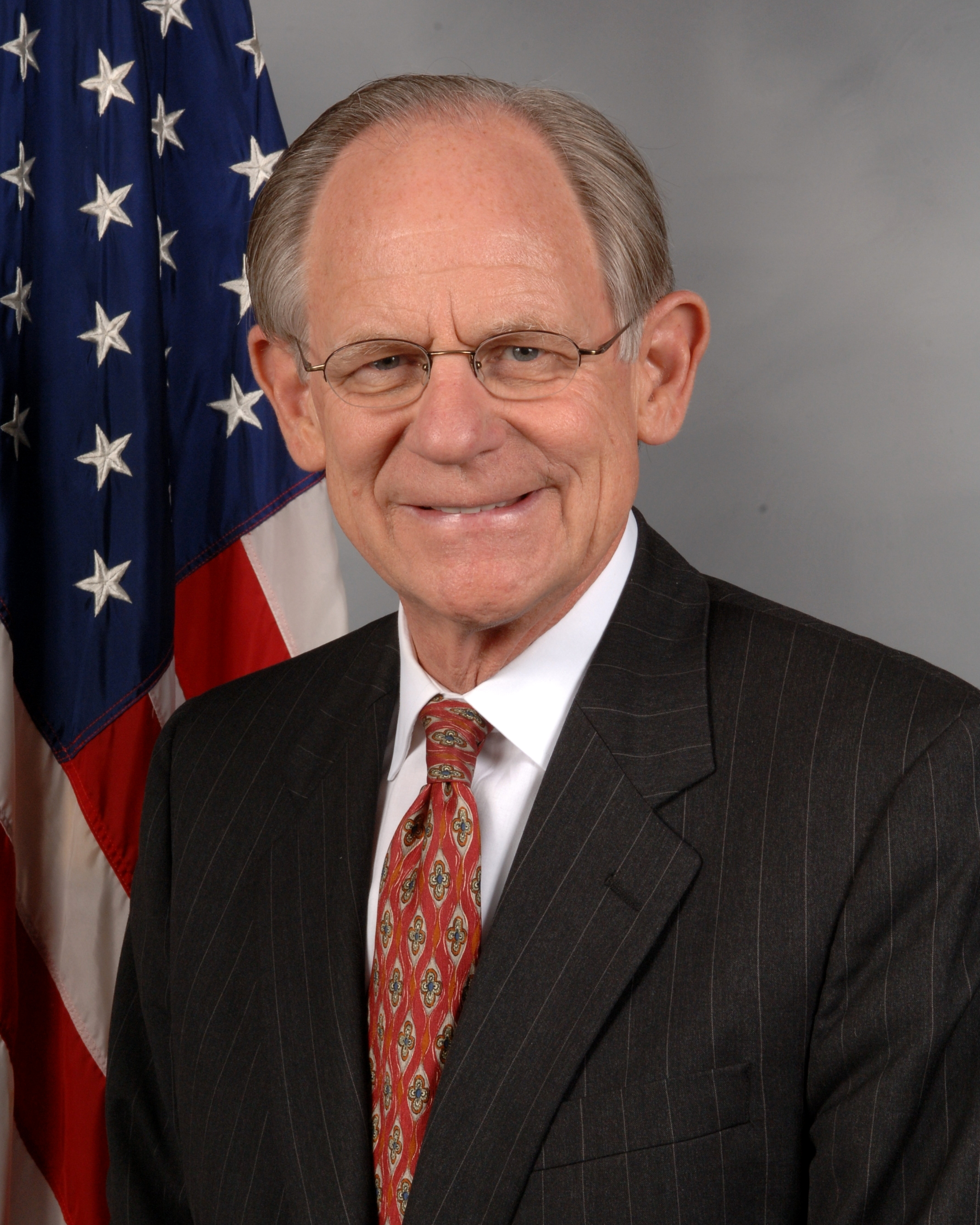
Michael Castle (2009)

Michael Newbold „Mike“ Castle (* 2. Juli 1939 in Wilmington, Delaware; † 14. August 2025) war ein US-amerikanischer Jurist und Politiker. Er war Mitglied der Republikanischen Partei und galt dort während seiner aktiven Laufbahn als Führungsfigur des liberaleren Flügels.
Castle besuchte die Tower Hill School in Wilmington und machte dort 1957 seinen Abschluss. 1961 erwarb er den Bachelor of Science am Hamilton College in Clinton (New York), 1964 dann den LL.B. an der Law School der Georgetown University in Washington. Danach arbeitete er zunächst als privater Rechtsanwalt, ehe er zwischen 1965 und 1966 als stellvertretender Attorney General von Delaware sein erstes öffentliches Amt bekleidete.
Von 1967 bis 1977 war Castle dann Mitglied des Staatsparlaments von Delaware (Delaware General Assembly), zuerst von 1967 bis 1973 als gewählter Abgeordneter im Repräsentantenhaus, dann von 1973 bis 1977 als Mitglied des Senats, dem er in der Folge durch sein Amt als Vizegouverneur von 1981 bis 1985 als Senatspräsident vorsaß.
Castle war von 1985 bis 1992 über zwei Amtszeiten Gouverneur des Staates, trat aber zum Jahresende 1992 zurück, um für das Repräsentantenhaus der Vereinigten Staaten zu kandidieren. Er setzte sich mit 56 Prozent der Stimmen gegen die Demokratin Janet C. Rzewnicki durch und zog am 3. Januar 1993 in den Kongress ein, wo er den einzigen Abgeordnetensitz Delawares einnahm; in der Folge wurde er stets mit deutlicher Mehrheit wiedergewählt. Castle war Ausschuss-Mitglied im Financial Services Committee des Repräsentantenhauses.
Im Vorfeld der Senatswahlen 2010 kündigte Castle seine Kandidatur für den Sitz des nicht erneut antretenden Demokraten Ted Kaufman an. Dabei galt er lange sowohl als Favorit auf die republikanische Nominierung als auch auf den eigentlichen Wahlsieg gegen den demokratischen Bewerber Chris Coons. In den letzten Wochen vor der Primary seiner Partei verlor er jedoch gegenüber der deutlich konservativeren und von der Tea-Party-Bewegung unterstützten Christine O’Donnell an Boden und unterlag dieser letztlich mit 47:53 Prozent der Stimmen, was seine erste Niederlage bei einer Kandidatur für ein politisches Amt bedeutete. Um sein Mandat bewarben sich der ehemalige demokratische Vizegouverneur von Delaware, John C. Carney, und für die Republikaner der Geschäftsmann Glen Urquhart. Carney entschied die Wahl für sich und folgte am 3. Januar 2011 auf Castle. Die Senatswahl gewann Coons gegen O’Donnell.